# 阿拉特里區

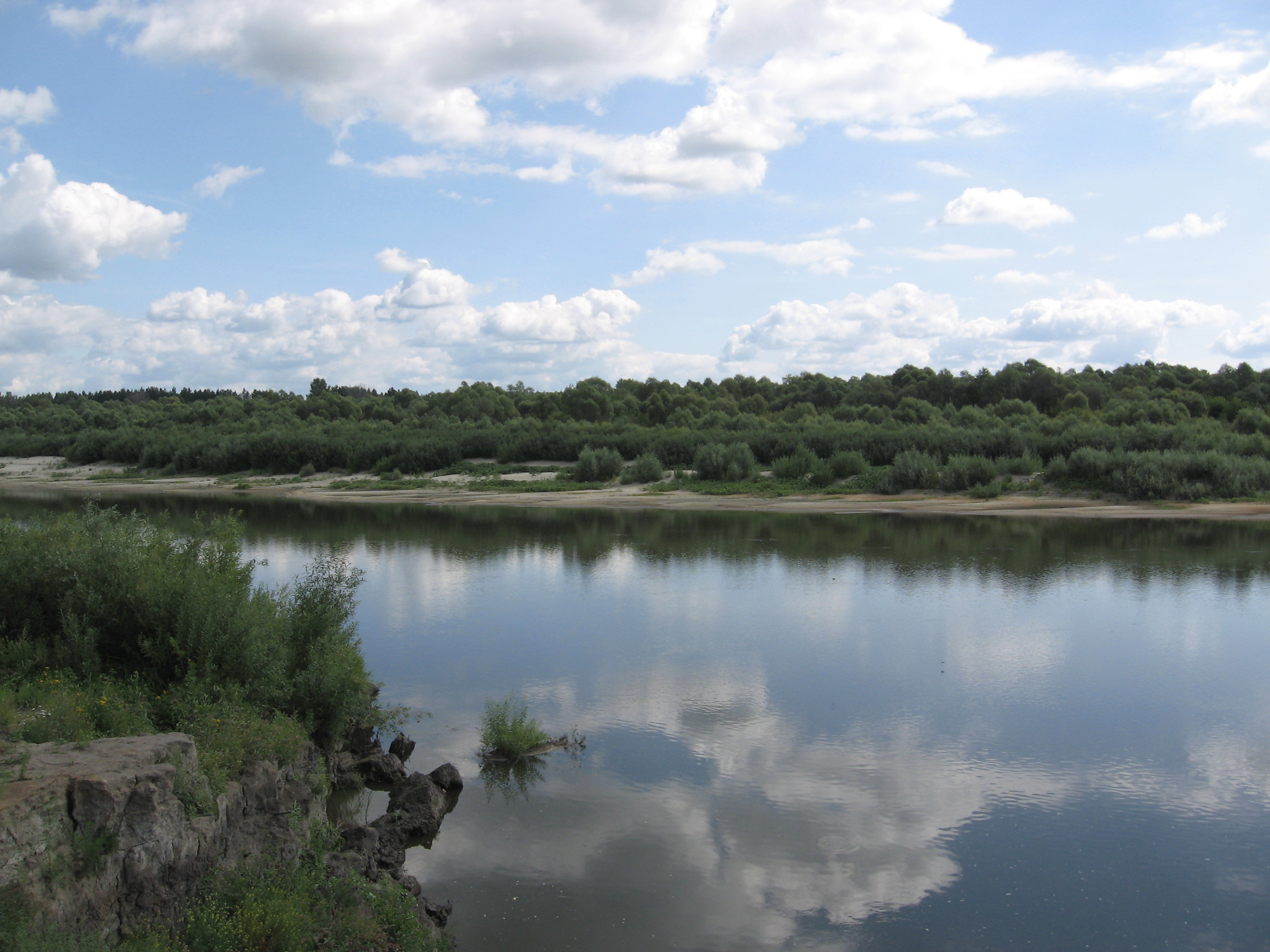

54°51′00″N 46°35′00″E / 54.85000°N 46.58333°E
阿拉特里區（俄语：Алатырский район），是俄羅斯的一個區，位於該國西部，由楚瓦什共和國負責管轄，面積1,940平方公里，2010年人口17,244，人口密度每平方公里8.89人。